# نظام بيئي خاضع للسيطرة يدعم الحياة
نظام بيئي خاضع للسيطرة يدعم الحياة (CELSS) هو نظام حفظ الحياة الذي أُنشئَ لمحطات الفضاء والقواعد المبنية على كواكب في شكل نظام بيئي مغلق كما لو كان المحيط الحيوي بيوسفير 2.

## المفهوم الرئيسي
عمم الاتحاد السوفييتي للمرة الأولى نظام دعم الحياة البيولوجية الخاضع للسيطرة خلال سباق الفضاء الشهير في الخمسينيات والستينيات، وفي البداية حاول رواد هذا الموضوع قسطنطين تسيولكوفسكي ثم فلاديمير فرنادسكي إنشاء أنظمة بيئية مغلقة للمرة الأولى، وأنظمة بيئية دون بشر.